# Patrick Jumpen
Patrick Jumpen was een Nederlands jumpduo.

## Carrière
Het duo bestond uit Patrick Pereira en Dion Teurlings. Ze trokken Nederland, België, Duitsland en Italië door met hun liveshows. In de periode van 2007-2008 werden de muziekproducties verzorgd door Patrick Pereira, Jeroen Flamman en Jeff "Abraxas" Porter. Vanaf het jaar 2009 verzorgde Pereira alle muziekproducties zelfstandig.
Pereira is afkomstig uit Dommelen bij Valkenswaard. Hij is bekend geworden met een aantal films op Google Video's en YouTube, waar hij lange tijd op nummer 1 stond met het filmpje Tutorial Jumpen die Jan Peter Balkenende zelfs kan begrijpen!. De serie Jumpstylefilms die het duo Patrick Jumpen maakt, zijn inmiddels meer dan 35 miljoen keer bekeken. Gemiddeld trekken de films en website van Pereira meer dan 50.000 bezoekers per dag vanuit de hele wereld.
Na het verschijnen in vele Nederlandse tv-programma's in 2007, zoals JENSEN!, TMF's Re-action, Man bijt hond en 4 in het Land, ontdekten de Europese media het duo ook. Pereira verscheen in reportages en interviews bij onder andere het Franse ARTE en M6. Ook het grootste en invloedrijkste Duitse weekblad, Der Spiegel TV, besteedde aan het einde van 2008 aandacht aan het werk van deze jumper.
De eerste single van Pereira, Holiday, werd half juni 2007 in Nederland en België uitgebracht op het Belgische label Start Stop Records, met als hoogste notering nummer 5 in de Nederlandse Top 40. Pereira bracht ook een dvd getiteld 'Jumpen doe je zo!' uit via House of Knowledge. Deze dvd werd in drie weken meer dan 50.000 keer verkocht en kwam enige tijd later ook uit in het Frans en Duits (Jump, ca se fait comme ca! & Jumpen Machst Du So!)
In oktober 2007 had Patrick Jumpen een tweede hit met The Secret. De verschijning van het debuutalbum One Man Army liep enkele weken vertraging op doordat Pereira vond dat Start Stop Records zich niet aan de gemaakte afspraken hield. Hij zei het contract op en bracht het album in eigen beheer uit. De platenmaatschappij stapte hierop naar de rechter en eiste dat het album uit de handel werd gehaald. In een kort geding medio december stelde de rechter Patrick Jumpen in het gelijk.
In juni 2008 verhuisde Pereira naar Duitsland. Na een korte periode van stilte ontkrachtte hij zijn contract met Nederlands langstlopende house-platenmaatschappij Lower East Side Records. In mei 2009 tekende hij een nieuw platencontract bij de Duitse afdeling van Ministry of Sound Recordings.
Tegenwoordig heeft Pereira, naar eigen zeggen, de heer gevonden en is hij straatevangelist.

## Discografie

### Singles
| Single met eventuele hitnotering(en) in de Nederlandse Top 40 | Datum van verschijnen | Datum van binnenkomst | Hoogste positie | Aantal weken | Opmerkingen |
| ------------------------------------------------------------- | --------------------- | --------------------- | --------------- | ------------ | ----------- |
| Holiday                                                       | 24-05-2007            | 02-06-2007            | 5               | 11           |             |
| The secret                                                    | 5-10-2007             | 20-10-2007            | 13              | 3            |             |

| Single met hitnotering(en) in de Vlaamse Ultratop 50 | Datum van verschijnen | Datum van binnenkomst | Hoogste positie | Aantal weken | Opmerkingen |
| ---------------------------------------------------- | --------------------- | --------------------- | --------------- | ------------ | ----------- |
| The secret                                           | 5-10-2007             | 03-11-2007            | *50             | *1           |             |

### Dvd's
- 2007: Jumpen, Doe je zo! (dvd)
- 2007: Jump, ca se fait comme ca! (dvd)
- 2008: Jumpen, machst du so! (dvd)

### Albums
- One Man Army kwam uit in december 2007 en bevat vijftien nummers:

1. The Secret
2. Peace Love and Understanding
3. Gangster
4. Do It 2 Me
5. Holiday (Radio mix)
6. Cause 4 Bass
7. Angels & Devils
8. Warface
9. Israel
10. What the Bleep?
11. The Fury
12. Seven Days and One Week
13. No time for Shit
14. Shit is da Dizz (Dj Herman Remix)
15. Holiday (Tim van den Heuvel Remix)